# Гатовичи
Га́товичи (бел. Га́тавічы) — деревня в Мядельском сельсовете Мядельского района Минской области Белоруссии.

## География
В 10 км на северо-запад от Мяделя, 34 км от железнодорожной станции Княгинин на линии Молодечно-Полоцк, 170 км от Минска. Рельеф равнинный, на западе — оз. Нарочь, на востоке — оз. Мястро. В 1,5 км на север от деревни, на левом берегу протока Скема, которая соединяет озера Нарочь и Мястро, находятся поселения VII—V вв. до н. э. и VI—VIII вв. н. э.

## История
Первое упоминание в XVII веке. В 1652 г. село, в Узлянской волости, шляхетской собственности. С 1793 г. в составе Российской империи. В 1800 г. 27 хозяйств, 127 жителей, в Вилейском уезде Минской губернии. В 1846 г. деревня фольварка Узла Виленской губернии владение К. И. Тизенгауза. В 1868 г. деревня в Мядельской волости Вилейского уезда, 15 хозяйств, 70 жителей. С 1894 г. работала школа грамоты, в которой в 1896 г. училось 12 мальчиков. Согласно переписи 1897 г. деревня (49 хозяйств, 339 жителей) и усадьба (1 хозяйство, 11 жителей), в Мядельской волости Вилейского уезда Виленской губернии. С сентября 1915 г. до декабря 1918 г. оккупирована германскими войсками. 
С 1919 г. в составе БССР. В 1921-39 гг. в составе Польши, в Мядельском гмине Дуниловичского (с 1925 г. Поставского) повета Виленского воеводства. В 1921 г. 55 хозяйств, 317 жителей. С 1939 г. в БССР, с 12.10.1940 г. в Мядельском сельсовете (с 17.11.1959 г. до 25.01.1996 г. пос. Совет) Мядельского района Вилейской, с 20.09.1944 г. Молодечненской, с 20.01.1960 г. Минской областью. В 1940 г. 68 хозяйств, 311 жителей. Во Вторую мировую войну с начала июля 1941 г. по 04.07.1944 г. оккупировано немецко-фашистскими захватчики. В июле 1943 г. гитлеровцы сожгли 17 хозяйств. После войны восстановлено. В 1948 г. создан колхоз «Сталинский путь», с 1960 г. в составе колхоза «Ленинский путь» (центр — д. Бояры), который в 2003 г. был реорганизован в СПК «Боярский маяк» (в 2005 г. вошел в границы сельского хозяйства филиала ОАО «Мядельагросервис». В 1970 г. 301 житель. В 1976 г. возле деревни на берегу оз. Нарочь построен санаторий «Сосны». В 1997 г. 161 хозяйства, 397 жителей. Работают (2011) отдел связи, магазин.

## Население
На 04.01.2021 г. 80 хозяйств, 129 жителей.